# Laura Kasischke
Laura Kasischke (Grand Rapids, 5 dicembre 1961) è una scrittrice e poetessa statunitense.

## Biografia
Nata nel 1961 a Gran Rapids, Michigan, ha compiuto gli studi all'Università del Michigan e alla Columbia University.
Dopo avere insegnato in varie università e college, ha esordito come scrittrice nel 1990 con la raccolta di liriche Brides, Wives, and Widows alla quale hanno fatto seguito altre 9 collezioni di poesie molto apprezzate dalla critica.
Come narratrice ha pubblicato il primo dei dieci romanzi all'attivo nel 1996 dei quali due sono stati tradotti in italiano e tre hanno fornito il soggetto per altrettante pellicole.
Titolare di una cattedra presso l'Università del Michigan, vive e lavora a Chelsea.

## Opere

### Romanzi
- Suspicious River (1996)
- White Bird in a Blizzard (1999)
- La vita davanti ai suoi occhi (The Life Before Her Eyes, 2002), Vicenza, Neri Pozza, 2003 traduzione di Massimo Ortelio ISBN 88-7305-859-0.
- Boy Heaven (2007)
- Be Mine (2007)
- Feathered (2008)
- In a Perfect World (2009)
- Eden Springs (2010)
- The Raising (2011)
- Un animo d'inverno (Mind of Winter, 2013), Vicenza, Neri Pozza, 2014 traduzione di Maddalena Togliani ISBN 978-88-545-0857-6.

### Racconti
- If a Stranger Approaches You (2013)

### Poesie
- Brides, Wives, and Widows (1990)
- Wild Brides (1992)
- Housekeeping in a Dream (1995)
- Fire & Flower (1998)
- What It Wasn't (2002)
- Dance and Disappear (2002)
- Gardening in the Dark (2004)
- Lilies Without (2007)
- Space, in Chains (2012)
- The Infinitesimals (2014)

## Filmografia
- Suspicious River, regia di Lynne Stopkewich (2000) (soggetto e sceneggiatura)
- Davanti agli occhi (The Life Before Her Eyes), regia di Vadim Perelman (2007) (soggetto)
- White Bird (White Bird in a Blizzard), regia di Gregg Araki (2014) (soggetto)

## Alcuni riconoscimenti
- Premio Beatrice Hawley: 1998 per Fire and Flower
- Guggenheim Fellowship: 2009
- National Book Critics Circle Award per la poesia: 2012 per Space, In Chains
- Michigan Author Award: 2013